# Гиоргадзе, Михаил
Михаил Гиоргадзе (груз. მიხეილ გიორგაძე; род. 25 апреля 1967, Грузия) — грузинский ватерполист, экономист и политик, министр культуры и охраны памятников Грузии (2014—2017), министр культуры и спорта Грузии (2017—2018).

## Биография
Родился в Москве 25 апреля 1967 года.
В 1983—1992 годах он был членом сборной Грузии по водному поло, членом тбилисской команды по водному поло «Динамо», членом сборной Советского Союза по водному поло.
С 1984 по 1991 год учился в Тбилисском государственном университете на экономическом факультете. После его завершения, с 1992 по 1993 год был государственным советником в Департаменте экономики Кабинета Министров Грузии. С 1993 по 1994 год работал начальником Комитета по внешнеэкономической деятельности Департамента международных экономических организаций.
С 1994 по 1997 год был руководителем проекта общественной организации «Всемирная лаборатория», а с 1998 по июль 2014 года был генеральным директором ООО «Eastern Promotion», которое занимается организацией джазовых фестивалей в Грузии. С 2005 по 2014 год он был членом совета директоров Тбилисского концертного зала.
С 23 июля 2014 года назначен министром культуры и охраны памятников Грузии. В 2018 году министерство было преобразовано, в связи с чем с 15 декабря 2017 года стал министром культуры и спорта Грузии.
С 2018 года начал работать первым заместителем министра образования, науки, культуры и спорта Грузии, а 4 июля 2019 года покинул свой пост. 17 ноября 2018 года попал в автомобильную аварию у поселка Напареули (регион Кахети) и с многочисленными переломами был отправлен в клинику Телави, затем переправлен в Тбилиси, а позднее — в Турцию, где проходил лечение.
Женат на Нино Кометиани, у пары один ребенок — сын Илья.